# Elecciones estatales de Campeche de 2021
Las elecciones estatales de Campeche de 2021 se llevaron a cabo el domingo 6 de junio de 2021 organizadas por el Instituto Electoral del Estado de Campeche (IEEC). En ellas se renovaron los titulares de los siguientes cargos de elección popular:
- Gobernador de Campeche. Titular de poder ejecutivo del Estado, electo para un periodo de seis años, no reelegible en ningún caso. La candidata electa fue Layda Sansores San Román.
- 35 diputados locales. 21 electos por mayoría relativa en cada distrito electoral y 14 electos por representación proporcional.
- 13 ayuntamientos. Conformados por un presidente municipal, un síndico y sus regidores que conforman el cabildo municipal, electos para un periodo de tres años, reelegibles para un periodo adicional continuo.

## Organización

### Partidos políticos
En las elecciones estatales tienen derecho a participar diez partidos políticos con registro nacional: Partido Acción Nacional (PAN), Partido Revolucionario Institucional (PRI), Partido de la Revolución Democrática (PRD), Partido del Trabajo (PT), Partido Verde Ecologista de México (PVEM), Movimiento Ciudadano (MC), Movimiento Regeneración Nacional (MORENA), Partido Encuentro Solidario (PES), Fuerza por México (FPM) y Redes Sociales Progresistas (RSP).

### Proceso electoral
La campaña electoral para la gubernatura inicia el 29 de marzo de 2021, mientras que las campañas para diputaciones y ayuntamientos empieza el 14 abril. El periodo de campañas concluye el 2 de junio. La votación está programada para celebrarse el 6 de junio de 2021, de las 8 de la mañana a las 6 de la tarde, en simultáneo con las elecciones federales. Se estima que el computo final de resultados se publique el 13 de junio.

### Distritos electorales
Para la elección de diputados de mayoría relativa del Congreso del Estado de Campeche el estado se divide en 21 distritos electorales.
| Distrito | Cabecera    | Municipios                       | Mapa |
| -------- | ----------- | -------------------------------- | ---- |
| 1        | Campeche    | Campeche                         |      |
| 2        | Campeche    | Campeche                         |      |
| 3        | Campeche    | Campeche                         |      |
| 4        | Campeche    | Campeche                         |      |
| 5        | Campeche    | Campeche                         |      |
| 6        | Campeche    | Campeche                         |      |
| 7        | Tenabo      | Campeche, Tenabo                 |      |
| 8        | Carmen      | Carmen                           |      |
| 9        | Carmen      | Carmen                           |      |
| 10       | Carmen      | Carmen                           |      |
| 11       | Carmen      | Carmen                           |      |
| 12       | Carmen      | Carmen                           |      |
| 13       | Escarcega   | Escarcega                        |      |
| 14       | Candelaria  | Candelaria                       |      |
| 15       | Champotón   | Champotón                        |      |
| 16       | Seybaplaya  | Champotón, Seybaplaya            |      |
| 17       | Calkini     | Calkini                          |      |
| 18       | Hopelchen   | Hopelchen                        |      |
| 19       | Hecelchakan | Calkini, Dzitbalché, Hecelchakan |      |
| 20       | Palizada    | Carmen, Palizada                 |      |
| 21       | Calakmul    | Calakmul, Escarcega              |      |

## Candidaturas y coaliciones

### Va por Campeche
|  | Partido Revolucionario Institucional - Candidato a gobernador - 13 diputados: Distritos 4, 5, 6, 7, 10, 11, 12, 13, 14, 15, 17, 18 y 21 - 6 Ayuntamientos: Carmen, Calkiní, Hecelchakán, Hopelchén, Calakmul y Seybaplaya |
|  | Partido Acción Nacional - 6 diputados: Distritos 1, 3, 8, 9, 16 y 19 - 5 Ayuntamientos: Campeche, Candelaria, Champotón, Tenabo, y Dzitbalché                                                                             |
|  | Partido de la Revolución Democrática - 2 diputados: Distritos 2 y 20 - 2 Ayuntamientos: Escárcega y Palizada |

El 8 de enero de 2021 el Partido Acción Nacional (PAN), el Partido Revolucionario Institucional (PRI) y el Partido de la Revolución Democrática (PRD) acordaron presentarse en coalición para las elecciones estatales de Campeche, compartiendo candidato para la gubernatura, los 21 distritos y 13 municipios del estado. El 16 de enero se registró el secretario de desarrollo social del estado, Christian Castro Bello, como aspirante a la candidatura del PRI.

### Juntos Haremos Historia
El 29 de diciembre de 2020 el partido Movimiento Regeneración Nacional (Morena) y el Partido del Trabajo (PT) acordaron presentarse en alianza en las elecciones estatales de Campeche mediante la coalición Juntos Hacemos Historia. Morena decidió seleccionar a su candidato a la gubernatura a través de una encuesta entre sus militantes y simpatizantes, a quienes se les preguntó su preferencia entre la senadora Rocío Abreu Artiñano y la excandidata a gobernadora Layda Sansores. El 10 de diciembre, el presidente del partido, Mario Delgado Carrillo, anunció que la ganadora fue Layda Sansores.

### Movimiento Ciudadano
El 19 de enero de 2021 se registró el presidente municipal de San Francisco de Campeche, Eliseo Fernández Montúfar, como candidato a gobernador por el partido Movimiento Ciudadano. Previamente Montúfar se había separado del Partido Acción Nacional, que lo había postulado como presidente municipal de la capital del estado en 2018, debido a que no estaba de acuerdo con la alianza «Va por Campeche», que el PAN había formado con el PRI y el PRD.

### Otras candidaturas
El 14 de enero de 2021, el dirigente nacional de Fuerza por México, Gerardo Islas Maldonado, anunció el interés del partido de ofrecerle su candidatura para la gubernatura a la senadora Rocío Abreu Artiñano, quién previamente había intentado ser postulada por Morena. El 28 de febrero el partido realizó una encuesta de opinión para seleccionar a su candidato para la gubernatura. El 3 de marzo la dirigencia nacional del partido anunció que el candidato seleccionado fue el diputado estatal Luis Alonso García Hernández, con el apoyo del 40% de los encuestados. El 1 de junio, seis días antes de las elecciones, el candidato de Fuerza por México declinó su candidatura en favor de Christian Castro, candidato de la coalición «Va por Campeche».
El 11 de marzo el Partido Verde Ecologista de México registró a Sandra Sánchez Díaz como su candidata a la gubernatura. El 12 de marzo el partido Redes Sociales Progresistas registró como su candidata para la gubernatura a María Magdalena Cocom Arbez, antigua dirigente estatal del PRI. Y el 17 de marzo el Partido Encuentro Solidario designó a Nicté-Ha Aguilera como su candidata para la gubernatura del estado.

## Jornada electoral
Han sido las más competidas en la historia del Estado, dónde por primera vez, en 92 años, el Partido Revolucionario Institucional perdió la elección para la gubernatura. Los resultados no se dieron la noche de la elección pues no había un claro ganador. Al día siguiente el PREP cerró con un 90%  y donde el número de actas computadas no coincidían con las establecidas por el PREP dando incertidumbre a la ciudadanía. Por redes se denunciaban diversas irregularidades desde no contar los votos del partido Movimiento Ciudadano hasta faltantes de boletas a la gubernarura. Los resultados se dieron a conocer 8 días después por el Instituto Electoral del Estado de Campeche (IEEC): ganando por casi 7 mil votos Layda Sansores. El Partido Revolucionario Institucional y el candidato de Movimiento Ciudadano amenazaron con impugnar la elección por las irregularidades denunciadas sobre la Jornada Electoral. El 18 de agosto el Tribunal Electoral del Estado de Campeche (TEEC) declaró ganadora legítima a Layda Sansores San Román pero la controversia llegó al Tribunal Electoral del Poder Judicial de la Federación, el que ordenó el recuento total de votos y luego de su análisis el 10 de septiembre el órgano jurisdiccional anuló la elección en 21 casillas quien ratificó el triunfo de la morenista.

## Encuestas para la gubernatura

### Por partido político
| Encuestadora          | Fecha                   |        |        |       |        | Otro  | Ninguno/No sabe |
| --------------------- | ----------------------- | ------ | ------ | ----- | ------ | ----- | --------------- |
| Encuestadora          | Fecha                   |        |        |       |        | Otro  | Ninguno/No sabe |
| Campaigns & Elections | noviembre de 2019       | 14%    | 17%    | 2%    | 30%    | 2%    | 35%             |
| Campaigns & Elections | febrero de 2020         | 15%    | 13%    | 1%    | 35%    | 8%    | 28%             |
| Analítica media       | 29 de mayo de 2020      | 14.3%  | 25.6%  | 3.1%  | 32.1%  | 5.5%  | 19.4%           |
| Campaigns & Elections | junio de 2020           | 26%    | 15%    | 1%    | 45%    | 13%   | —               |
| Massive caller        | 15 de julio de 2020     | 19.7%  | 11.1%  | —     | 29.1%  | 5.3%  | 34.9%           |
| Demoscopia digital    | 1 y 2 de agosto de 2020 | 18.65% | 16.44% | —     | 35.18% | 7.96% | 21.77%          |
| Demoscopia digital    | 4 de octubre de 2020    | 20.17% | 13.38% | —     | 36.27% | 8.64% | 21.54%          |
| Demoscopia digital    | 2 de noviembre de 2020  | 19.37% | 12.23% | 1.91% | 33.96% | 3.62% | 25.04%          |
| El Financiero         | 15 de diciembre de 2020 | 9%     | 13%    | —     | 48%    | 6%    | 24%             |

### Por candidato
| Encuestadora             | Fecha                 | Castro | Sansores | Fernández | Otro  | Ninguno/No sabe |
| ------------------------ | --------------------- | ------ | -------- | --------- | ----- | --------------- |
| Encuestadora             | Fecha                 |        |          |           | Otro  | Ninguno/No sabe |
| Demoscopia digital       | 4 de enero de 2021    | 27.5%  | 35.4%    | 5.1%      | 7.1%  | 24.9%           |
| Massive caller           | 19 de enero de 2021   | 23%    | 36.9%    | 21.3%     | 5.6%  | 13.2%           |
| Massive caller           | 25 de enero de 2021   | 23.8%  | 32%      | 22.5%     | 6.7%  | 15%             |
| Massive caller           | 1 de febrero de 2021  | 24.3%  | 34.7%    | 21.4%     | 5.9%  | 13.7%           |
| Campaigns & Elections    | 1 de febrero de 2021  | 32%    | 36%      | 21%       | 5%    | 6%              |
| El Economista            | 1 de febrero de 2021  | 32.3%  | 44.5%    | 9.2%      | 3.6%  | 10.4%           |
| Demoscopia digital       | 1 de febrero de 2021  | 28.6%  | 32.3%    | 9.6%      | 8.8%  | 20.7%           |
| Heraldo Media Group      | 8 de febrero de 2021  | 18.3%  | 36.0%    | 29.0%     | 4.2%  | 12.5%           |
| Massive Caller           | 9 de febrero de 2021  | 26.2%  | 33.7%    | 21.2%     | 7.6%  | 10.3%           |
| Campaigns & Elections    | 15 de febrero de 2021 | 32%    | 35%      | 23%       | 2%    | 8%              |
| Massive Caller           | 15 de febrero de 2021 | 27.3%  | 36%      | 22.5%     | 5.2%  | 9%              |
| Massive Caller           | 22 de febrero de 2021 | 26.9%  | 31.9%    | 21.8%     | 7%    | 12.4%           |
| Demoscopia digital       | 26 de febrero de 2021 | 30.2%  | 29.5%    | 12.1%     | 6.4%  | 21.8%           |
| Arias Consultores        | 27 de febrero de 2021 | 24.7%  | 29.3%    | 31.1%     | 1.5%  | 13.4%           |
| Campaigns & Elections    | 28 de febrero de 2021 | 35%    | 36%      | 25%       | 0%    | 4%              |
| Massive Caller           | 8 de marzo de 2021    | 26%    | 34.4%    | 25.5%     | 3.8%  | 10.4%           |
| Demoscopia digital       | 8 de marzo de 2021    | 29.4%  | 27.3%    | 14.9%     | 8.7%  | 19.7%           |
| Campaigns & Elections    | 10 de marzo de 2021   | 34%    | 36%      | 25%       | 0%    | 5%              |
| El Universal             | 11 de marzo de 2021   | 16.5%  | 40.2%    | 25.3%     | —     | —               |
| Heraldo Media Group      | 11 de marzo de 2021   | 16.5%  | 34.4%    | 26.4%     | 7.3%  | 15.4%           |
| Arias Consultores        | 11 de marzo de 2021   | 12.3%  | 21.7%    | 35.2%     | 0.2%  | 30.5%           |
| Massive Caller           | 15 de marzo de 2021   | 23.3%  | 34%      | 26.3%     | 7.5%  | 8.9%            |
| Poligrama                | 17 de marzo de 2021   | 20.68% | 35.86%   | 29.24%    | 6.3%  | 7.92%           |
| Demoscopia digital       | 18 de marzo de 2021   | 29.9%  | 27.5%    | 15.1%     | 8.9%  | 18.6%           |
| Campaigns & Elections    | 22 de marzo de 2021   | 34%    | 36%      | 26%       | 1%    | 3%              |
| Massive Caller           | 22 de marzo de 2021   | 22.7%  | 33.4%    | 26.9%     | 7.1%  | 9.7%            |
| Arias Consultores        | 26 de marzo de 2021   | 15.7%  | 23.4%    | 37.4%     | 0.9%  | 22.8%           |
| Demoscopia digital       | 28 de marzo de 2021   | 28.7%  | 26.4%    | 16.8%     | 8.6%  | 19.5%           |
| Massive Caller           | 29 de marzo de 2021   | 25.3%  | 31.4%    | 27.8%     | 8.9%  | 6.6%            |
| México Elige             | 30 de marzo de 2021   | 24.9%  | 30.9%    | 33.1%     | 6.3%  | 4.8%            |
| Campaigns & Elections    | 30 de marzo de 2021   | 29%    | 32%      | 27%       | 6%    | 6%              |
| Massive Caller           | 5 de abril del 2021   | 25.6%  | 31.2%    | 29%       | 8.2%  | 5.8%            |
| Heraldo Media Group      | 5 de abril del 2021   | 20.4%  | 38.4%    | 21.6%     | 5.8%  | 13.7%           |
| El Financiero            | 6 de abril de 2021    | 29%    | 42%      | 18%       | 11%   | —               |
| Demoscopia digital       | 7 de abril de 2021    | 27.2%  | 25.1%    | 18.9%     | 10.0% | 18.8%           |
| Campaigns & Elections    | 12 de abril de 2021   | 33%    | 29%      | 26%       | 3%    | 9%              |
| Arias Consultores        | 13 de abril de 2021   | 21.1%  | 27.9%    | 46.4%     | 2.2%  | 2.4%            |
| Massive caller           | 15 de abril de 2021   | 26.8%  | 24.2%    | 33.9%     | 1.8%  | 8.1%            |
| Telesur Campeche         | 15 de abril del 2021  | 20%    | 31%      | 21%       | 4%    | 24%             |
| Parametría               | 15 de abril de 2021   | 23%    | 30%      | 21%       | 3%    | 24%             |
| Demoscopia digital       | 17 de abril de 2021   | 27.6%  | 24.2%    | 21.3%     | 8.5%  | 18.4%           |
| Massive caller           | 19 de abril de 2021   | 29.7%  | 23.9%    | 34.7%     | 6.3%  | 5.4%            |
| Campaigns & Elections    | 19 de abril de 2021   | 32%    | 28%      | 26%       | 2%    | 12%             |
| México Elige             | 25 de abril de 2021   | 27.3%  | 29.2%    | 35.4%     | 5.6%  | 2.5             |
| Campaigns & Elections    | 26 de abril de 2021   | 33%    | 27%      | 27%       | 6%    | 7%              |
| Demoscopia digital       | 27 de abril de 2021   | 29.1%  | 24.%     | 21.4%     | 8.9%  | 15.9%           |
| Arias Consultores        | 28 de abril de 2021   | 23.6%  | 19.2%    | 48.8%     | 0.8%  | 7.7%            |
| Massive caller           | 2 de mayo de 2021     | 29.5%  | 22.8%    | 35.7%     | 7.2%  | 4.8%            |
| Heraldo Media Group      | 3 de mayo de 2021     | 20.6%  | 31.1%    | 33.1%     | 4%    | 11.2%           |
| El Financiero            | 3 de mayo de 2021     | 34%    | 27%      | 31%       | 8%    | -               |
| Campaigns & Elections    | 3 de mayo de 2021     | 32%    | 28%      | 27%       | 8%    | 5%              |
| Campaigns & Elections    | 10 de mayo de 2021    | 36%    | 30%      | 30%       | 0%    | 4%              |
| Campaigns & Elections    | 17 de mayo de 2021    | 34%    | 29%      | 28%       | 5%    | 4%              |
| Massive caller           | 18 de mayo de 2021    | 23.9%  | 26.4%    | 31.1%     | 8.2%  | 10.4%           |
| Massive caller           | 19 de mayo de 2021    | 22.3%  | 29.7%    | 31.1%     | 10.8% | 6.1%            |
| Gii360                   | 19 de mayo de 2021    | 18%    | 30%      | 21%       | 1%    | 29%             |
| Massive caller           | 20 de mayo de 2021    | 25.0%  | 27.2%    | 32.1%     | 6.9   | 8.8%            |
| Latinus-Reforma          | 20 de mayo del 2021   | 29%    | 34%      | 32%       | 5%    | -               |
| Massive caller           | 21 de mayo de 2021    | 23.9%  | 28.9%    | 31.9%     | 8.6%  | 6.7%            |
| Excélsior                | 22 de mayo de 2021    | 18.66% | 59.7%    | 21%       | 2%    | -               |
| Massive caller           | 23 de mayo de 2021    | 27.3%  | 28.7%    | 30.1%     | 6.7%  | 7.2%            |
| Massive caller           | 24 de mayo de 2021    | 26.3%  | 28.7%    | 33.2%     | 4.0%  | 7.8%            |
| El Financiero            | 24 de mayo de 2021    | 30%    | 34%      | 34%       | 2%    | 22%             |
| Campaigns & Elections    | 24 de mayo de 2021    | 36%    | 31%      | 30%       | 3%    | 0%              |
| Massive caller           | 25 de mayo de 2021    | 24.8%  | 30.5%    | 33.0%     | 7.0%  | 5.7%            |
| Diario 24 horas (sondeo) | 26 de mayo de 2021    | 19%    | 60%      | 21%       | 1%    | 0%              |
| Gill360                  | 26 de mayo de 2021    | 17%    | 30%      | 23%       | 3%    | 27%             |
| El Heraldo Media Group   | 28 de mayo del 2021   | 32%    | 33.6%    | 30%       | 4.4%  | 0%              |
| Gill360                  | 31 de mayo de 2021    | 23%    | 43%      | 31%       | 3%    | 0%              |
| Poligrama                | 1 de junio del 2021   | 29.21% | 32.52%   | 30.29%    | 3.65% | 4.33%           |

## Resultados

### Gobernador
|  | 33.19 % |

|  | 31.79 % |

|  | 30.72 % |

|  | 0.78 % |

|  | 0.57 % |

|  | 0.69 % |

|  | 0.30 % |

|  | 98.07 % |

|  | 1.93 % |

### Congreso del Estado de Campeche
|  | 35.12 % |

|  | 25.77 % |

|  | 23.11 % |

|  | 4.83 % |

|  | 2.30 % |

|  | 2.02 % |

|  | 1.29 % |

|  | 1.19 % |

|  | 0.92 % |

|  | 0.78 % |

|  | 2.67 % |

|  | 100 % |

### Ayuntamientos
|  | 5.35 % |

|  | 25.97 % |

|  | 1.10 % |

|  | 1.19 % |

|  | 2.96 % |

|  | 24.39 % |

|  | 34.00 % |

|  | 0.76 % |

|  | 0.98 % |

|  | 0.75 % |

|  | 0.08 % |

|  | 97.60 % |

|  | 2.39 % |

#### Campeche
|  | 37.49 % |

|  | 28.95 % |

|  | 27.37 % |

|  | 1.25 % |

|  | 1.19 % |

|  | 0.64 % |

|  | 0.55 % |

|  | 0.39 % |

|  | 97.89 % |

|  | 2.10 % |

|  | 62.91 % |

|  | 34.98 % |

|  | 30.40 % |

|  | 23.32 % |

|  | 4.91 % |

|  | 1.70 % |

|  | 1.39 % |

|  | 0.82 % |

|  | 0.60 % |

|  | 98.17 % |

|  | 1.82 % |

|  | 78.18 % |

|  | 48.48 % |

|  | 33.22 % |

|  | 11.06 % |

|  | 1.70 % |

|  | 1.18 % |

|  | 0.68 % |

|  | 0.58 % |

|  | 0.48 % |

|  | 97.43 % |

|  | 2.56 % |

|  | 53.01 % |

|  | 35.19 % |

|  | 33.75 % |

|  | 20.04 % |

|  | 4.90 % |

|  | 1.04 % |

|  | 0.75 % |

|  | 0.65 % |

|  | 0.25 % |

|  | 97.01 % |

|  | 2.98 % |

|  | 62.83 % |

|  | 33.58 % |

|  | 33.41 % |

|  | 14.70 % |

|  | 10.16 % |

|  | 1.98 % |

|  | 1.62 % |

|  | 1.36 % |

|  | 0.79 % |

|  | 0.32 % |

|  | 98.00 % |

|  | 1.99 % |

|  | 74.89 % |

|  | 42.94 % |

|  | 24.72 % |

|  | 24.60 % |

|  | 4.36 % |

|  | 0.79 % |

|  | 0.38 % |

|  | 0.32 % |

|  | 0.19 % |

|  | 98.38 % |

|  | 1.61 % |

|  | 72.93 % |

|  | 41.71 % |

|  | 26.24 % |

|  | 18.17 % |

|  | 11.41 % |

|  | 0.43 % |

|  | 0.21 % |

|  | 0.13 % |

|  | 0.03 % |

|  | 98.36 % |

|  | 1.63 % |

|  | 80.59 % |

|  | 39.71 % |

|  | 35.36 % |

|  | 10.68 % |

|  | 6.62 % |

|  | 1.91 % |

|  | 1.80 % |

|  | 1.60 % |

|  | 0.28 % |

|  | 98.00 % |

|  | 1.99 % |

|  | 79.57 % |

|  | 34.08 % |

|  | 28.59 % |

|  | 27.72 % |

|  | 2.40 % |

|  | 1.39 % |

|  | 1.01 % |

|  | 0.89 % |

|  | 0.45 % |

|  | 96.57 % |

|  | 3.42 % |

|  | 58.98 % |

|  | 46.68 % |

|  | 38.06 % |

|  | 7.36 % |

|  | 1.36 % |

|  | 0.94 % |

|  | 0.86 % |

|  | 0.79 % |

|  | 0.50 % |

|  | 96.60 % |

|  | 3.39 % |

|  | 61.04 % |

|  | 48.87 % |

|  | 29.04 % |

|  | 9.46 % |

|  | 4.72 % |

|  | 2.03 % |

|  | 2.01 % |

|  | 0.50 % |

|  | 0.40 % |

|  | 97.07 % |

|  | 2.92 % |

|  | 69.70 % |

|  | 35.19 % |

|  | 30.53 % |

|  | 15,58 % |

|  | 12.20 % |

|  | 1.82 % |

|  | 1,44 % |

|  | 0.90 % |

|  | 0.50 % |

|  | 98.22 % |

|  | 1.56 % |

|  | 76.69 % |

|  | 34,47 % |

|  | 33,98 % |

|  | 19,24 % |

|  | 5.04 % |

|  | 3.46 % |

|  | 0.81 % |

|  | 0.45 % |

|  | 0.11 % |

|  | 97.65 % |

|  | 2.34 % |

|  | 75.17 % |